# Kvitrafn
Einar Selvik (n. 1979), mai bine cunoscut sub numele de scenă Kvitrafn, a fost bateristul formației norvegiene de black metal Gorgoroth. În prezent Kvitrafn face parte din formația Wardruna.

## Biografie
Kvitrafn și-a început cariera muzicală în 1995, la vârsta de 16 ani. În acest an el împreună cu Haavard au înființat formația Bak De Syv Fjell. În 1998 Kvitrafn împreună cu Gaahl și alți muzicieni au înființat formația Sigfader. Nici una dintre aceste formații nu s-au desființat în mod oficial, dar nici Bak De Syv Fjell și nici Sigfader nu au mai lansat nici un material discografic de peste zece ani.
În 2000 Kvitrafn s-a alăturat formației Gorgoroth, înlocuindu-l pe Sersjant care părăsise formația un an mai devreme. În 2003 Kvitrafn împreună cu Gaahl și Lindy Fay Hella au înființat formația Wardruna (folk metal, dark ambient). În 2004 Kvitrafn împreună cu King ov Hell și alți muzicieni au înființat formația Sahg (doom metal); doi ani mai târziu, în 2006, Kvitrafn a părăsit formația. Tot în 2004, în urma unui concert care a avut loc în Cracovia, Polonia, membrii Gorgoroth, inclusiv Kvitrafn, au fost acuzați de "ofensarea sentimentului religios" (considerată infracțiune în Polonia) și rele tratamente aplicate animalelor. În cursul aceluiași an Kvitrafn a părăsit Gorgoroth din motive personale. În 2005 Kvitrafn împreună cu King ov Hell au înființat formația Jotunspor. În 2007 Kvitrafn s-a alăturat formației Dead To This World; un an mai târziu, în 2008, Kvitrafn a părăsit formația.
În ianuarie 2009 a avut loc lansarea primului material discografic al formației Wardruna, albumul de debut Runaljod - Gap Var Ginnunga; în martie 2013 a avut loc lansarea celui de-al doilea album, Runaljod - Yggdrasil. E interesant de menționat faptul că unele melodii Wardruna fac parte din coloana sonoră a serialului Vikings (realizat de History Channel).
Kvitrafn este fondatorul și patronul magazinului de muzică Fimbulljod Productions. 

## Discografie
cu Ivar Bjørnson
- Skuggsjá (Album audio) (2016)

cu Bak De Syv Fjell
- Rehearsal (Demo) (1996)
- From Haavardstun (EP) (1997)

cu Sigfader
- Sigfaders Hevner (Demo) (1999)

cu Gorgoroth
- Twilight of the Idols (In Conspiracy with Satan) (Album de studio) (2003)

cu Wardruna
- Runaljod - Gap Var Ginnunga (Album de studio) (2009)
- Runaljod - Yggdrasil (Album de studio) (2013)
- Runaljod - Ragnarok (Album de studio) (2016)

cu Sahg
- I (Album de studio) (2006)

cu Jotunspor
- Gleipnirs Smeder (Album de studio) (2006)

cu Dead To This World
- First Strike for Spiritual Renewance (Album de studio) (2007)